# Francisco Naranjo
Francisco Naranjo Calderón (Séville, 7 mars 1921 - Séville, 21 octobre 1970) est un compositeur, parolier et scénariste espagnol.

## Biographie
Francisco Naranjo rédige notamment le script du film Flor Salvage (Fleur sauvage) où joue l'actrice et chanteuse Rosa Morena. Il publie également celui du film El emigrante. Il édite des DVD consacrés à l'enfant à la voix d'or, Joselito. Il est l'auteur du scénario et des dialogues de deux longs métrages présentés en compétition au festival de Cannes en 1951 et 1952 : La Gitane de Grenade (La Virgen gitana) et María Morena.